# هنري هيوز هوف
هنري هيوز هوف هو ضابط وسياسي أمريكي، ولد في 8 يناير 1871 في سان بيير وميكلون في فرنسا، وتوفي في 9 سبتمبر 1943 في نيويورك في الولايات المتحدة. انتخب حاكم جزر العذراء الأمريكية ‏ (1922 – 1923).